# رفیق بد
رفیق بد فیلمی به کارگردانی عباس احمدی مطلق، نویسندگی ایرج طهماسب و تهیه‌کنندگی مجید مدرسی و حمید مدرسی محصول سال ۱۳۸۶ است.
این فیلم در ۹ آبان ۱۳۸۶ در سینماهای ایران اکران شده‌است.

## خلاصه فیلم
داستان دو دوست قدیمی به نام‌های حبیب (ایرج طهماسب) و عزیز (حمید جبلی) را روایت می‌کند. حبیب پس از سال‌ها از خارج به ایران بازمی‌گردد و متوجه می‌شود که عزیز در یک آسایشگاه روانی بستری است و نه حرف می‌زند و نه او را می‌شناسد. به توصیه پزشک، حبیب شروع به تعریف خاطرات دوستی‌شان می‌کند. آنها از کودکی با هم بوده‌اند و در بانک به عنوان مسئول حمل پول کار می‌کرده‌اند. در آخرین روز خدمتشان، در جریان یک سرقت مسلحانه، مقدار زیادی دلار از آنها دزدیده می‌شود و هر دو زخمی و بیمار می‌شوند. داستان در قالب فلاش‌بک پیش می‌رود و حبیب ماجراهای گذشته را بازگو می‌کند تا شاید عزیز را به یاد بیاورد. در نهایت، آنها پس از بیست سال تلاش می‌کنند تا کار ناتمامی از گذشته را به سرانجام برسانند. این فیلم با ترکیبی از کمدی و درام، به دوستی عمیق و ماجراهای این دو رفیق می‌پردازد.

## بازیگران
| بازیگر !نقش   |                   |
| ------------- | ----------------- |
| ایرج طهماسب   | حبیب              |
| حمید جبلی     | عزیز              |
| ریما رامین فر | فرح               |
| ژاله صامتی    | ناهید             |
| الناز حبیبی   | دختر حبیب و ناهید |
| هما روستا     | پزشک              |
| محمد بحرانی   | کارمند بانک       |

## جشنواره‌ها
- کاندیدا نمونه فیلم (آنونس) (میثم مولایی) در بیست و ششمین دوره جشنواره فیلم فجر - ۱۳۸۶